# Вельбовец, Александр Иванович
Александр Иванович Вельбовец (укр. Олександр Іванович Вельбівець; род. 21 апреля 1976, Лысянка, Черкасская область) — украинский политический деятель, бывший председатель Черкасского областного совета (с 20 ноября 2015 по ноябрь 2018) и бывший председатель Черкасской облгосадминистрации (с 20 ноября 2018 до 24 июня 2019).

## Биография
В 1998 году окончил Украинский транспортный университет по специальности автомобили и автомобильное хозяйство, инженер-механик. В 2004 году окончил Днепропетровский региональный институт государственного управления Национальной академии государственного управления при Президенте Украины по специальности государственное управление.
В 2005—2006 годах — 1-й заместитель председателя Лысянской районной государственной администрации Черкасской области.
Было Лысянским поселковым головой с марта 2006 года по июль 2010 года. Был членом «Партии регионов».
С апреля 2014 года по февраль 2015 года — председатель Лысянской районной государственной администрации Черкасской области.
Депутат Черкасского областного совета VII созыва от Блока Петра Порошенко «Солидарность».
С 20 ноября 2015 года по ноябрь 2018 года — председатель Черкасского областного совета VII созыва.
С 20 ноября 2018 по 24 июня 2019 — председатель Черкасской облгосадминистрации.

## Семья
Женат, дочь Ольга.

## Награды
- Орден «За заслуги» III степени (7 декабря 2016)[4].